# Biaudos
Biaudos é uma comuna francesa na região administrativa da Nova Aquitânia, no departamento Landes. Estende-se por uma área de 15,54 km². Em 2010 a comuna tinha 939 habitantes (densidade: 60,4 hab./km²).